# Ehrentreu Heinrich
Ehrentreu Heinrich, németül: Heinrich Ehrentreu (Óbuda, 1854 – München, 1927. januárja) ortodox rabbi

## Élete
Nagysurányban és a pozsonyi jesiván tanult, azután Mainzban a Bondy-családnál volt nevelő, egyszersmind a heidelbergi egyetem hallgatója. Az utóbbi helyt filozófiai doktorátust tett. Veje volt Hirsch Márkus óbudai, majd hamburgi főrabbinak s 1885-től a müncheni ortodox frakció, az „Agudasz Jiszróél” rabbija volt, minélfogva az egész hitközség vallási ügyei ő alá tartoztak. 

## Művei
Munkatársa volt a mainzi Israelit-nek és a frankfurti Jahrbuch-nak, de élete főműve a Rabbinowitztól kezdett müncheni talmudkézirat kiadásának folytatása, a Dikduké Szóferim (Variae Lectiones, Przemysl, 1897). Ezeken kívül megjelentek: Minchasz Pittim című (1928) halachikus értekezései.